# Vogtsburg im Kaiserstuhl
Vogtsburg im Kaiserstuhl este o localitate în districtul Breisgau-Hochschwarzwald, landul Baden-Württemberg, Germania.
1. ↑   http://www.statistik.baden-wuerttemberg.de/BevoelkGebiet/Bevoelkerung/01515020.tab?R=GS315133 Lipsește sau este vid: |title= (ajutor)